# Lijst van spelers van Barnsley FC
Deze lijst omvat voetballers die bij de Engelse voetbalclub Barnsley FC spelen of gespeeld hebben. De spelers zijn alfabetisch gerangschikt.

## A
- Jamil Adam
- Miles Addison
- Carl Airey
- Daniel Alcock
- Anderson
- Eric Anderson
- Viv Anderson
- Matthew Appleby
- Diego Arismendi
- Rob Atkinson
- Kevin Austin
- Neil Austin

## B
- Chris Barker
- Darren Barnard
- Stewart Barrowclough
- Wilf Bartrop
- Luke Beckett
- Anthony Bedeau
- Robert Bengtsson
- Steven Bennett
- John Beresford
- Marlon Beresford
- Leo Bertos
- Kevin Betsy
- Bartosz Białkowski
- Clayton Blackmore
- Danny Blanchflower
- Daniel Bogdanovic
- Jovo Bosancic
- Michael Boulding
- Thomas Boyle
- Conor Branson
- Julian Broddle
- Marciano Bruma
- Martin Bullock
- Tony Bullock
- Jacob Burns
- Deon Burton
- Jacob Butterfield

## C
- Tony Caig
- Jamal Campbell-Ryce
- Matthew Carbon
- Stephen Carson
- John Chadburn
- Stephen Chettle
- Michael Chopra
- Kim Christensen
- Jeremy Christie
- Jordan Clark
- Allan Clarke
- Hugo Colace
- Nick Colgan
- Barry Conlon
- Mateo Corbo
- Michael Coulson
- Lee Crooks
- Jamie Cureton
- Keith Curle
- John Curtis

## D
- Arron Davies
- Craig Davies
- Stanley Davies
- Steven Davis
- John Deehan
- Martin Devaney
- Carl Dickinson
- Liam Dickinson
- Diego León
- Matt Done
- Kevin Donovan
- Charlie Dowdall
- Nathan Doyle
- Bruce Dyer

## E
- Nicky Eaden
- Adam Eckersley
- Rob Edwards
- Mounir El-Haimour
- Ian Evans

## F
- Rory Fallon
- Danny Fearnehough
- István Ferenczi
- Jan Åge Fjørtoft
- Gary Fleming
- Scott Flinders
- Michael Flynn (voetballer)
- Stephen Foster

## G
- Kevin Gallen
- Anthony Gallimore
- Ronald Glavin
- Bob Glendenning
- Donald Goodman
- Dean Gorré
- Andy Gray
- Julian Gray

## H
- Emil Hallfreðsson
- Adam Hammill
- Peter Handyside
- Thomas Harban
- Marlon Harewood
- Bobby Hassell
- Paul Hayes
- Danny Haynes
- Steven Hayward
- Colin Healy
- Paul Heckingbottom
- John Hendrie
- Simon Heslop
- Laurens ten Heuvel
- Jordan Hibbert
- Craig Hignett
- Matt Hill
- David Hirst
- Mason Holgate
- Andy Holt
- Brian Howard
- Georgi Hristov
- Iain Hume
- Norman Hunter

## I
- Saša Ilić
- Craig Ireland

## J
- Darren Jack
- Mark Jackson
- Simeon Jackson
- Nathan Jarman
- Andy Johnson
- Simon Johnson
- Gary Jones
- Griff Jones
- Lee Jones
- Ritchie Jones
- Scott Jones
- Siggi Jónsson
- Nathan Joynes

## K
- Paul Kane
- Antony Kay
- Mick Kear
- Richard Kell
- John Kelly
- Pat Kelly
- Leon Knight
- Rob Kozluk
- Aleš Križan

## L
- Robin van der Laan
- Ryan Laight
- Jim Lauchlan
- Nicky Law
- Lars Leese
- Kyle Letheren
- Lukas Lidakevičius
- Andy Liddell
- Goran Lovre
- Steve Lowndes
- David Lucas
- Chris Lumsdon
- Jonathan Lund

## M
- Jon Macken
- Neil Maddison
- Vito Mannone
- Clint Marcelle
- Peter Markstedt
- Andy Marriott
- Dwayne Mattis
- Grant McCann
- Mick McCarthy
- Sean McClare
- Jay McEveley
- Cameron McGeehan
- Scott McGrory
- Michael McIndoe
- Eddie McMorran
- Jimmy McNulty
- Anthony McParland
- Stephen McPhail
- Paul McShane
- Gary McSwegan
- Jacob Mellis
- Michael Mifsud
- Kern Miller
- Kevin Miller
- Garry Monk
- Alan Moore
- Darren Moore
- Jerónimo Morales
- Chris Morgan
- Adrian Moses
- Miguel Mostto
- Heinz Müller
- David Mulligan

## N
- Daniel Nardiello
- Richard Naylor
- Alex Neil
- Kyle Nix
- Reuben Noble-Lazarus
- Frank Nouble
- Kelechi Nwakali
- Lewin Nyatanga

## O
- Jim O'Brien
- Brian O'Callaghan
- Garry O'Connor
- Kayode Odejayi
- John Oster

## P
- Jon Parkin
- Andy Payton
- Allan Pearce
- David Perkins
- Luke Potter
- David Preece

## R
- Peter Rajczi
- Isaiah Rankin
- Ricky Ravenhill
- Michael Reddy
- Neil Redfearn
- Tony Rees
- Kyel Reid
- Paul Reid
- Aneurin Richards
- Marc Richards
- Kevin Richardson
- Rohan Ricketts
- Maceo Rigters
- Tommy Ring
- Eduard Robledo
- Jorge Robledo
- Craig Rocastle
- Jay Rodriguez
- Danny Rose
- Karl Rose

## S
- Janne Salli
- Peter Sand
- David Scarsella
- Jason Shackell
- Brek Shea
- Darren Sheridan
- Mike Sheron
- Neil Shipperley
- Peter Shirtliff
- Ryan Shotton
- Chris Shuker
- Glynn Snodin
- Onome Sodje
- Dennis Souza
- Mark Stallard
- Luke Steele
- John Stones

## T
- Gerry Taggart
- Alistair Taylor
- Martin Taylor
- Tommy Taylor
- Gary Teale
- Andranik Teymourian
- Filipe Teixeira
- Geoff Thomas
- Neil Thompson
- O'Neil Thompson
- Tininho
- Eric Tinkler
- Sam Togwell
- Dale Tonge
- Kieran Trippier
- Ross Turnbull
- David Tuttle

## U
- Iké Ugbo
- George Utley

## V
- Anthony Vaughan
- Ricardo Vaz Te

## W
- Ronnie Wallwork
- Ian Walsh
- Jon Walters
- Ashley Ward
- Gavin Ward
- Mitchum Ward
- Paul Warhurst
- Tony Warner
- Neil Warnock
- David Watson
- Steven Watt
- Dominik Werling
- Simon Whaley
- Neil Whitworth
- Paul Wilkinson
- Robbie Williams
- Tom Williams
- Danny Wilson
- Scott Wiseman
- Ian Woan
- Chris Wood
- Tommy Wright
- Nicky Wroe

## Z
- Arjan de Zeeuw